# Shadowgun: Deadzone
Shadowgun: Deadzone je česká videohra z roku 2012. Jedná se o spin-off hry Shadowgun z roku 2011, který obsahuje multiplayer dané hry. Hra vyšla pro iOS Android, Windows, Mac OS a Facebook.

## ComZone
ComZone  je jiná verze než Shadowgun DeadZone. v této verzi existují nové mapy, zbraně atd. a neustále přidávají další věci

## Popis hry
Hra obsahuje módy Deathmatch a Zone Control, přičemž každý má své vlastní herní mapy. V prvním módu proti sobě vzájemně hráči hrají a v tom druhém jsou rozděleni na Shadowguny a Mutanty. Oba týmy se snaží ovládnout všechny zóny toho druhého. Hra dovoluje si přizvat do hry přátele nebo si v menu koupit předměty jako zbraně, bomby či lékárničky.